# 天津金融资产交易所
天津金融资产交易所，注册成立于2010年5月21日，6月11日正式揭牌运营，是中国首家金融资产交易所。

## 历史沿革
2010年5月21日，中国长城资产管理公司和天津产权交易中心在滨海新区共同出资发起成立天津金融资产交易所，双方出资比例分别为51%和49%。
2015年11月20日，天津金融资产交易所引入蚂蚁金服、中国东方资产管理公司、中信信托有限责任公司作为股东。

## 交易产品
天津金融交易所开发并拥有不良金融资产、金融企业国有资产、信贷类资产、信托资产、租赁资产、基金、保险资产等9个基础资产交易产品市场 。